# روبرتو غارسيا (موسيقي)
روبرتو غارسيا (بالإسبانية: Roberto García)‏ هو موسيقي إسباني، ولد في 13 أغسطس 1972 في أوفييدو في إسبانيا.

## وصلات خارجية
- روبرتو غارسيا على موقع ميوزك برينز (الإنجليزية)